# Programa nuclear iraniano

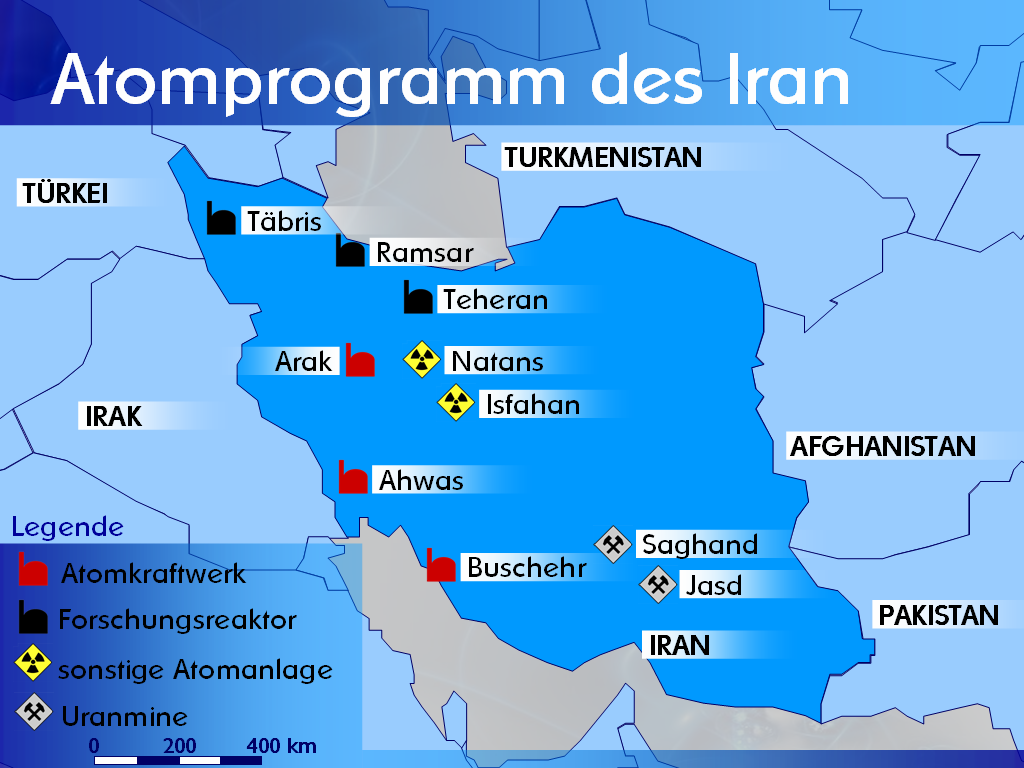
Programa nuclear iraniano:
- Usinas nucleares
- Reatores de pesquisa
- Outras instalações nucleares
- Minas de urânio

O programa nuclear iraniano foi lançado na década de 1950, com a ajuda dos Estados Unidos, como parte do programa Átomos para a Paz. O Irã é signatário do Tratado de Não Proliferação de Armas Nucleares (TNP), que proíbe o desenvolvimento dessas armas, porém garante o direito de dominar a tecnologia nuclear para fins pacíficos.
Até a Revolução Islâmica de 1979, o governo dos Estados Unidos apoiou os planos do Irã de ter acesso à tecnologia nuclear para fins pacíficos. No governo de Gerald Ford, os Estados Unidos apoiaram a intenção do Xá Reza Pahlavi no sentido de iniciar o programa nuclear iraniano, com assistência técnica norte-americana. Na época, o Chefe de Gabinete da Casa Branca era Dick Cheney, e o Secretário da Defesa era Donald Rumsfeld, que também participaram das negociações. Ambos serviram posteriormente ao governo Bush (Cheney como vice-presidente, e Rumsfeld como secretário da Defesa), período em que a controvérsia sobre o programa nuclear iraniano atingiu o seu ponto mais tenso, e o Irã chegou a ser considerado como o próximo alvo, depois da invasão do Iraque.
Após a Revolução, o governo do Irã abandonou temporariamente o programa, mas acabou por voltar a lançá-lo, embora com menor assistência ocidental. O programa actual, administrado pela Organização de Energia Atômica do Irã, inclui diversos centros de pesquisa, uma mina de urânio, um reactor nuclear e instalações de processamento de urânio que incluem uma central de enriquecimento. A primeira usina nuclear, Bushehr I, deveria ter começado a operar em 2009, mas isso não ocorreu. Também não há previsão para completar o reator de Bushehr II, embora seja prevista a construção de 19 usinas nucleares.
Em 14 de julho, o governo iraniano e as nações do P5+1 anunciaram a conclusão das negociações sobre o acordo em relação ao programa nuclear para retirar as sanções econômicas impostas ao país. Em troca, os iranianos aceitaram várias restrições de longo prazo em relação ao programa nuclear e inspeções da Agência Internacional de Energia Atômica. O governo do Irã afirma que seu programa de pesquisa nuclear tem fins civis e pacíficos.

## Histórico

### Pré-Revolução Islâmica
Em 1976, o presidente americano Gerald Ford forneceu Plutônio para as usinas nucleares iranianas. Segundo uma avaliação de 1974 da CIA afirmou que "Se [o Xá] chegar a governar até meados dos anos 1980 ... e se outros países [particularmente Índia] procederam com o desenvolvimento de armas não temos dúvida Irã vai seguir o exemplo".

### Pós-Revolução Islâmica
O projeto nuclear de Bushehr estava a cargo da empresa alemã Kraftwerk Union AG, uma joint venture da Siemens AG e AEG Telefunken. Em janeiro de 1979, a Kraftwerk parou de trabalhar no projeto, deixando um reator 50% completo e outro 85% completo, alegando o não pagamento de 450 milhões de dólares adicionais. A companhia já tinha recebido 2,5 bilhões de dólares do contrato total, mas parou a construção sob pressão dos Estados Unidos. Em 1979, o governo iraniano estava na iminência de ter armas nucleares.
Em 1995, o Irã firmou um acordo com a Rússia para concluir Bushehr I mediante a instalação de um reator de água pressurizada VVER-1000 de 915MWe, até 2009 - o que efetivamente não aconteceu.
O Irã anunciou que está trabalhando em uma nova central nuclear de 360 MWe em Darkhovin e indicou seu interesse em desenvolver instalações de médio porte e explorar novas minas de urânio. O governo iraniano afirma que o objectivo do programa é desenvolver centrais nucleares e que planeia usá-las para gerar 6 mil MW de electricidade até 2010. Os governos dos Estados Unidos e de outras nações alegam que o programa é uma cobertura para uma tentativa de obter armas nucleares. O governo iraniano nega categoricamente tais acusações e insiste que exercerá o seu direito à tecnologia nuclear para fins pacíficos.  De acordo com relatório do Instituto para a Ciência e a Segurança Internacional,14 de janeiro de 2013, indicou que o Irã se encaminha para produzir material para construir pelo menos uma bomba nuclear para meados de 2014, em meio a sanções econômicas que afetam sua economia mas que não conseguem deter o programa nuclear. Baseando-nos na trajetória atual do programa nuclear iraniano, estimamos que poderá atingir sua capacidade crítica em meados de 2014", ressaltou a associação no relatório. Esta avaliação se baseia no crescimento das reservas de urânio enriquecido do Irã, na quantidade de centrífugas e em uma postura de não-cooperação mantida por Teerã frente à Agência Internacional de Energia Atômica (AIEA).
Nos últimos meses de 2009, o Irã pediu assistência da Agência Internacional de Energia Atômica (AIEA), visando obter combustível para seu reator de pesquisa, usado para produzir isótopos destinados a uso médico. Depois de obter a aprovação dos Estados Unidos, Rússia e França, a Agência promoveu um encontro em Viena, em outubro, para discutir o projeto, e preparou uma minuta de acordo para enriquecimento do urânio na Rússia e sua posterior transformação em combustível, a ser realizada na França. Dado o grau de desconfiança mútua, a minuta de acordo foi acrescida de várias cláusulas de garantias. O Irã pretendia que a troca fosse simultânea e feita em território iraniano. O Diretor Geral AEIA, Dr. Mohamed ElBaradei propôs que o urânio fracamente enriquecido (LEU) fosse embarcado para um terceiro país, possivelmente a Turquia, lá permanecendo sob custódia da Agência, até que o combustível fosse finalmente enviado ao Irã. A proposta foi aceita pelos EUA, Rússia e França.
Na época, o negociador do programa nuclear iraniano, Said Jalili, disse esperar que fosse firmado rapidamente um acordo com os ocidentais. "Teerã acolhe sempre de boa vontade as negociações com base no conjunto de suas proposições", declarou. Porém a Agência Internacional de Energia Atômica e o chamado grupo P5+1 (também chamado UE3+3, formado pelos cinco membros permanentes do Conselho de Segurança da ONU mais a Alemanha), condicionaram a negociação à suspensão das atividades de enriquecimento de urânio. O Irã acabou por rejeitar a proposta, alegando falta de garantias, e, em fevereiro de 2010, começou a produzir urânio enriquecido a 20%.

## Controvérsia
Em entrevista à publicação alemã Freitag, Noam Chomsky declarou que "o Irã é percebido como uma ameaça porque não obedeceu às ordens dos Estados Unidos. Militarmente essa ameaça é irrelevante. Esse país não se comportou agressivamente fora de suas fronteiras durante séculos (...) Israel invadiu o Líbano, com o beneplácito e a ajuda dos Estados Unidos, até cinco vezes em trinta anos. O Irã não fez nada parecido".
Em discurso pronunciado a 11 de fevereiro de 2010, durante as comemorações do 31° aniversário da Revolução Islâmica, o presidente Ahmadinejad declarou que seu país havia iniciado a produção de urânio enriquecido a 20%, para uso civil.  Disse também que, "em Natanz, temos capacidade de enriquecê-lo a mais de 20% e também a mais do que 80%, mas não faremos isso porque não precisamos", disse o presidente. Segundo relatório de Yukiya Amano, chefe da Agência Internacional de Energia Atômica - cujos inspetores acompanham de perto a atividade nuclear no Irã -, a usina nuclear de Natanz tem apenas uma "cascata" capaz de enriquecer urânio a 20%.
O urânio enriquecido a 80% já é considerado weapons-grade, isto é, um nível adequado à fabricação de armas nucleares, embora bombas atômicas normalmente usem material enriquecido a 90% ou mais. Little Boy, a primeira bomba atômica a ser usada em uma guerra e que foi lançada pelos Estados Unidos contra a cidade japonesa de Hiroshima, em 6 de agosto de 1945, continha 64 quilos de urânio enriquecido a 80%. O Irã garante que seus objetivos são pacíficos: medicina nuclear e geração de energia elétrica.
Em 6 de abril de 2010, o presidente dos Estados Unidos, Barack Obama, excluiu o Irã e a Coreia do Norte da nova doutrina nuclear americana. Segundo a doutrina, os Estados Unidos se comprometem a não usar armas nucleares contra os países que não possuam esse tipo de armamento e que respeitem as regras do TNP. O governo iraniano entendeu a exclusão como uma ameaça de ataque nuclear ao Irã e reagiu enviando uma carta à ONU, em 13 de abril. A carta denuncia formalmente Obama por chantagem, afirmando que a tanto a doutrina nuclear quanto o discurso do governo dos Estados Unidos revelam a intenção de recorrer a armas atômicas contra o Irã, que é signatário do TNP. "Os Estados Unidos, de maneira ilegítima, identificaram um país não nuclear como alvo de suas armas atômicas e preparam planos militares com esta base", diz o documento. Na mesma carta, o Irã reafirma seu compromisso com um mundo sem arsenais nucleares e exorta os países membros da ONU a promover a destruição total desses arsenais "pois é a única garantia contra o recurso a tais armas ou à ameaça de utilizá-las".

### Sanções do Conselho de Segurança

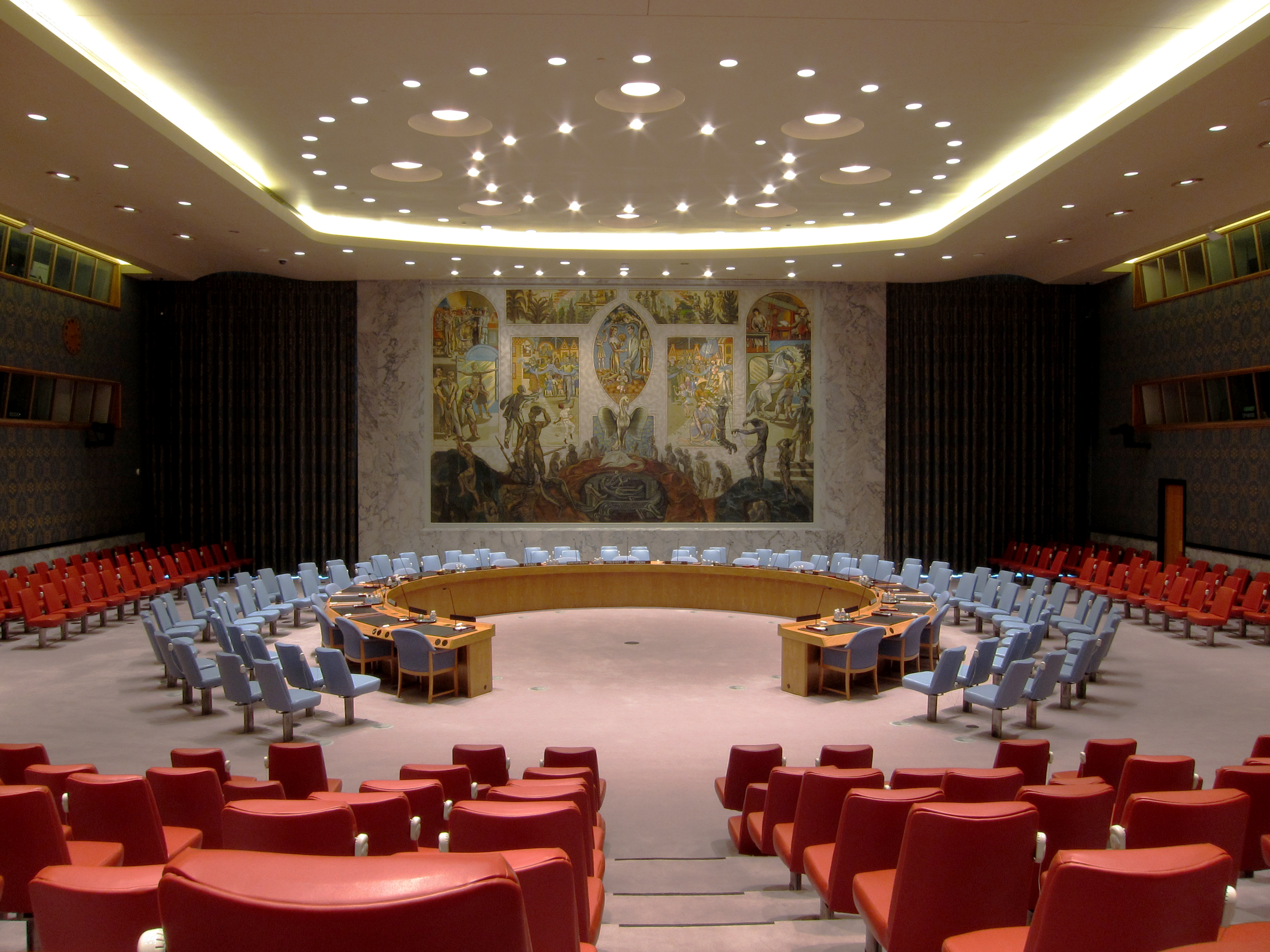
Conselho de Segurança das Nações Unidas

O Conselho de Segurança da ONU já adotou três resoluções de sanção contra o Irã para pressioná-lo a suspender suas atividades de enriquecimento de urânio. Os Estados Unidos e seus aliados pressionavam para que houvesse uma quarta resolução desse tipo. Enquanto o P5+1 (França, Reino Unido, Alemanha, Estados Unidos, Rússia e China) discutia o conteúdo dessa quarta resolução de sanções contra o Irã, o governo iraniano se manifestou preparado para reabrir as discussões sobre a troca de urânio iraniano, enriquecido a 3,5%, por urânio fabricado no exterior, enriquecido a 20%, conforme um acordo preexistente, apoiado pela Organização das Nações Unidas. As potências ocidentais viam o acordo como uma forma de retirar do Irã uma boa parte do seu urânio pouco enriquecido.
A Turquia e o Brasil, que são membros não permanentes do Conselho de Segurança, eram contrários a novas sanções contra o Irã e defenderam a via diplomática para resolver a crise. Os dois países ofereceram-se, então, para mediar as negociações com o Irã e buscar uma alternativa para sair do impasse.
No dia 16 de maio de 2010, em Teerã, o Irã, a Turquia e o Brasil conseguiram chegar a um acordo sobre as condições de troca do urânio iraniano levemente enriquecido, por urânio enriquecido a 20%. Uma declaração conjunta dos três chefes de governo selou o acordo. No texto, os signatários afirmam "o direito dos países, incluída a República Islâmica do Irã, à investigação, produção e uso da energia nuclear com fins pacíficos, sem discriminação".  Embora os termos do acordo Irã-Turquia-Brasil fossem basicamente os mesmos ou até mais detalhados que os da proposta apresentada em 2009 pela AIEA, o Departamento de Estado americano ainda se manteve disposto a propor ao Conselho de Segurança da ONU a adoção de novas e mais duras sanções contra o Irã
Afinal, no dia 9 de junho de 2010, o Conselho de Segurança da ONU resolveu estabelecer as sanções adicionais, ampliando as medidas restritivas anteriormente aplicadas ao Irã. Além de proibir a venda de várias categorias de armamentos pesados ao país, tais como helicópteros de ataque, mísseis e navios de guerra, a nova resolução também recomenda que todos os países inspecionem, em portos e aeroportos dentro de seus territórios, cargas suspeitas de conter itens proibidos a caminho do Irã ou provenientes do país. A resolução também congela os ativos de 40 empresas iranianas e de um alto funcionário, ligado ao programa nuclear.
Em 25 de julho, o ex-diretor da CIA, Michael Hayden, que comandou a agência no governo de George W. Bush, disse que uma ação militar contra o Irã "parece inexorável", pois, segundo ele, o governo iraniano continuará a conduzir seu programa nuclear "suspeito", mesmo que os Estados Unidos tomem medidas diplomáticas.
Em 26 de julho de 2010, Ministros de Relações Exteriores da União Europeia adotaram sanções adicionais contra o país, atingindo o setor de petróleo e gás, estratégico para a economia do país. Assim, ficaram suspensos novos investimentos no setor de gás e petróleo, devendo ser aumentada a vigilância sobre os bancos iranianos. Foram também adotadas restrições a voos de carga, e as empresas europeias ficaram proibidas de vender equipamentos para a produção e o refinamento de petróleo e gás, bem como de investir em projetos no setor, prestar assistência técnica ou transferir tecnologia à indústria petrolífera iraniana.
Pouco antes, Ali Asghar Soltanieh, representante iraniano na Agência Internacional de Energia Atômica, afirmara que seu país havia respondido ao Grupo de Viena, anunciando sua disposição de dialogar sobre a troca de combustível nuclear. A carta, que a AIEA diz ter sido repassada aos outros envolvidos nas negociações, estabelece as bases para as conversações sobre o combustível. "A clara mensagem desta carta foi a completa disposição do Irã em manter negociações sobre o combustível para o reator de Teerã, sem impor condições", afirmou Soltanieh, embora o presidente Ahmadinejad tivesse dito anteriormente que o Irã não voltaria à mesa de negociação antes que as potências mundiais se pronunciassem sobre o arsenal nuclear de Israel e o Tratado de Não-Proliferação Nuclear.

### Brasil
O então Ministro das Relações Exteriores do Brasil, Celso Amorim, disse, à época, que é impossível para o Irã atender à exigência de potências internacionais em provar que seu programa nuclear não tem fins militares. Isto equivale, na opinião do chanceler, a produzir uma prova negativa.  Amorim comparou a situação iraniana à do Iraque, que "não provou não ter" armas químicas e armas nucleares e que por isso foi invadido.
"Voltamos ao problema central do Iraque, que é a prova negativa - querer que um país prove que não fez [algo]. Isto é muito difícil, para não dizer impossível. Acompanhei essa questão no Iraque. (...) Mesmo quando a AIEA já tinha dito que o Iraque não tinha essas armas, continuava-se dizendo que ele não tinha provado que não tinha um programa nuclear. Para provar, morreram 300 mil, 400 mil pessoas (os números são variáveis) e não se encontrou nada. Foi um preço um pouco alto para o mundo e é isso que queremos evitar", disse o ministro.

### Proposta da troca de urânio
Em 2009, o Irã rejeitou uma proposta, feita por Rússia, Estados Unidos e Reino Unido, de enviar ao exterior o seu urânio enriquecido a 3,5% e recebê-lo, tempos depois, enriquecido a 20%.
Segundo a proposta, o Irã enviaria 1 200 kg de urânio para a França e para a Rússia, onde seria convertido, para ser posteriormente destinado a um reator de pesquisas em Teerã. O Irã afirmou na época que só trocaria o seu material por urânio em níveis maiores de enriquecimento e, sobretudo, que somente aceitaria fazer a troca no seu próprio território, o que as outras partes envolvidas consideraram inaceitável.
Em 7 de maio de 2010, embaixador iraniano em Brasília, Mohsen Shaterzadeh, declarou que o Irã era flexível à proposta de realizar fora de seu território a troca de combustível nuclear para seu reator em Teerã, desde que feito de forma simultânea. "Estamos dispostos a atuar para a troca do urânio", segundo a Agência Brasil. "Temos duas condições: que a troca seja feita ao mesmo tempo e que seja feita no Irã. Se essa primeira condição for resolvida, a outra, que é o local, pode ser solucionada (...) Quando o Irã perceber sinceridade do lado ocidental, esse assunto é fácil de ser resolvido", disse o embaixador. O ministro das Relações Exteriores iraniano, Manouchehr Mottaki, em reunião com diplomatas do Conselho de Segurança, reiterou a possibilidade de troca de urânio.
Em 8 de maio, segundo divulgou a agência de notícias turca Anatólia (Anadolu Ajansı), o Ministro das Relações Exteriores do Irã, Manouchehr Mottaki aceitou a possibilidade de novas discussões com os países ocidentais sobre o programa nuclear, com o chefe dos negociadores iranianos sobre o programa nuclear, Saïd Jalili e a chefe da diplomacia da União Europeia, Catherine Ashton, como representante do grupo P5+1. As negociações teriam lugar na Turquia.
O Brasil e a Turquia, ambos membros não permanentes do Conselho de Segurança da ONU, ofereceram-se como mediadores.

### Proposta Brasil-Turquia

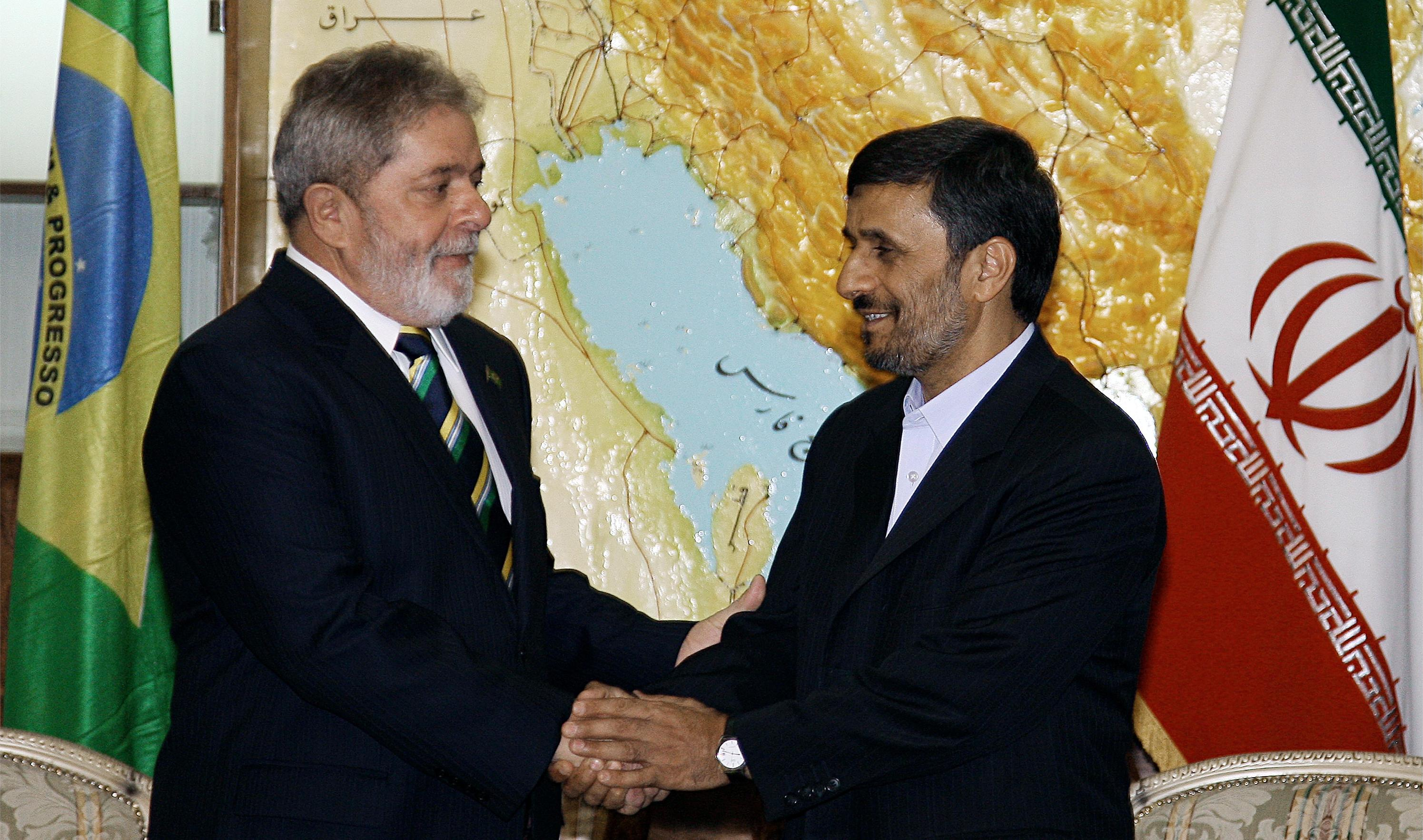
Teerã, maio de 2010: o ex-presidente do Brasil, Luiz Inácio Lula da Silva, encontra-se com o então presidente do Irã, Mahmoud Ahmadinejad.

A proposta dos países mediadores, Turquia e Brasil, era de que o Irã aceitasse o plano da Agência Internacional de Energia Atômica, de realizar o enriquecimento do urânio iraniano (a menos de 20%) em outro país, de modo a eliminar a desconfiança internacional de que o Irã pudesse usar o material para fins militares. O Brasil também propôs que a troca fosse feita em território turco.
Em 16 de maio de 2010, o ministro de Relações Exteriores da Turquia, Ahmet Davutoğlu, anunciou, após quase 18 horas de negociações em Teerã, que Irã, Turquia e Brasil haviam chegado a um acordo sobre a troca de combustíveis nucleares, o que poderia pôr fim à querela com o Ocidente sobre o programa nuclear do Irã. O anúncio oficial foi programado para o dia seguinte, após a revisão dos presidentes brasileiro, Luiz Inácio Lula da Silva, e iraniano, Mahmoud Ahmadinejad, e pelo primeiro-ministro turco, Recep Tayyip Erdoğan. Esperava-se que o presidente Lula fizesse o anúncio dos resultados de suas gestões junto ao presidente do Irã sobre a questão nuclear durante a sessão de abertura da 14ª Cúpula do G15, grupo formado pelos países não alinhados.
Os termos do novo acordo baseavam-se na proposta feita pela AIEA ao Irã de outubro de 2009, segundo a qual o Irã enviaria 1 200 quilos de seu urânio enriquecido a 3,5%, recebendo, em troca, 120 quilos de urânio enriquecido na Rússia ou na França, a 20% - percentual muito baixo em relação aos 90% necessários para produzir uma bomba atômica. O Irã poderia enriquecer urânio para fins pacíficos, e as autoridades iranianas declaram que o programa nuclear continuaria a ser implementado. O acordo deveria, de todo modo, ser submetido à AIEA.

Para o ministro das Relações Exteriores, Celso Amorim, tanto o Brasil como a Turquia consideravam que, depois que o Irã aceitou o acordo, já não haveria motivos para impor restrições comerciais ao país.
“Não há fundamento nenhum para continuar na busca de novas sanções, à luz do que está escrito neste acordo. Que é essencialmente aquilo que havia sido pedido ao Irã: 1 200 quilos, depositados num terceiro país, que no caso é a Turquia, de uma única vez", disse Amorim.

#### Reações
Embora o presidente Luiz Inácio Lula da Silva tivesse considerado o acordo como uma vitória da diplomacia brasileira, o documento foi visto com ceticismo por alguns membros do governo israelense e nos Estados Unidos, enquanto o Reino Unido, a França e a União Europeia anunciaram que as suspeitas em relação aos objetivos do programa nuclear iraniano permaneciam. Portanto a campanha por novas sanções contra o Irã prosseguiu. O porta-voz de Catherine Ashton, chefe da diplomacia da União Europeia, declarou que o documento "não responde a todas as inquietações" da comunidade internacional. O porta-voz adjunto do governo da Alemanha, Christoph Steegmans, declarou que "continua sendo importante que Irã e AIEA cheguem a um acordo. Isto não pode ser substituído por um acordo com outros países". Já o porta-voz iraniano Ramin Mehmanparast teria dito que, independentemente do acordo, o enriquecimento de urânio a 20%, nível suficiente para produzir isótopos médicos em seus reatores, continuaria.

##### Suspeitas de urânio "escondido"
O acordo não produziu resultados, basicamente porque os Estados Unidos continuavam a desconfiar das intenções pacíficas do programa nuclear iraniano. Ademais, o acordo previa a transferência, para a Rússia ou para a França, de somente 1 200 quilos de urânio (a mesma quantidade prevista no acordo fracassado de outubro de 2009, em Genebra). À época, os 1 200 quilos representavam cerca de 2/3 do estoque de combustível nuclear iraniano, o que era suficiente para assegurar que o país não teria material para fazer uma bomba. Sete meses depois, alguns diplomatas ocidentais afirmavam que essa mesma quantidade de combustível representaria uma proporção menor - pouco mais da metade - do estoque de urânio de baixo enriquecimento declarado pelo Irã, o que possibilitaria que o país mantivesse uma boa parcela de sua produção nuclear em território nacional.

Porém, segundo o consultor da AIEA e engenheiro da Eletronuclear Leonam dos Santos Guimarães, essa suposição não se sustenta:
"Há muito tempo que o Irã trabalha com a mesma quantidade de combustível. Eles têm um estoque limitado, resultado de extração de uma pequena mina, hoje esgotada, e de compras passadas. Entre outubro e agora, eles simplesmente não tiveram como aumentar seu estoque - até porque ninguém vendeu urânio ao Irã nesse tempo. Não dá para gerar urânio a partir de nada. É verdade que o urânio que eles têm pode ter sido enriquecido, mas a quantidade não tem como ser aumentada. Esse argumento insinua a possibilidade de o Irã continuar a fabricar uma arma nuclear com um estoque de urânio escondido, mas isso é totalmente falso." 
Segundo o engenheiro nuclear Guilherme Camargo, presidente da Associação Brasileira de Energia Nuclear (Aben), a questão fundamental é que os Estados Unidos não querem que o Irã tenha suas próprias instalações de enriquecimento de urânio - ainda que isto não seja proibido por qualquer tratado internacional, nem mesmo pelo TNP. Para Camargo, a tendência de apresentar o Irã como um país fora da lei e Ahmadinejad como um novo Hitler, demonizando o país ou o seu povo é "muito estimulada, principalmente pelo Departamento de Estado norte-americano." Na opinião do presidente da Aben, "quaisquer sanções que venham a ser impostas ao Irã, poderão ser impostas futuramente ao Brasil”. 
O New York Times avaliava que o acordo Irã-Brasil-Turquia poderia atrapalhar os planos dos EUA de garantir apoio internacional às novas sanções que pretendia impor ao Irã, visando paralisar o seu programa nuclear. A China e a Rússia vinham relutando em aplicar essas sanções e poderiam considerar o acordo trilateral como razão para postergar ou encerrar as conversas sobre punições ao Irã. O jornal americano observa, ainda, que, se o presidente Barack Obama não aceitasse os termos do novo acordo, estaria rejeitando também os termos da proposta de outubro de 2009 - com a qual ele havia concordado e que afinal foi rejeitada pelo Irã na última hora. E se Obama reconhecesse o acordo, as suspeitas sobre a produção da bomba atômica iraniana seriam colocadas de lado por pelo menos um ano.
Diplomatas iranianos informaram que o próximo passo, após o acordo, seria obter o aceite do chamado "Grupo de Viena" (Estados Unidos, França, Rússia e a AIEA), sobre os termos de troca do urânio enriquecido. Neste sentido, membros da administração de Teerã enviariam uma carta formal ao grupo.
Embora o acordo fosse até mais detalhado do que a proposta feita a Teerã, em outubro de 2009, pela AIEA, o Departamento de Estado americano anunciou que o pacto não mudava em nada a disposição de Washington de impor, por meio das Nações Unidas, uma nova série de sanções ao Irã. Em 18 de maio, foi divulgado um rascunho de resolução do Conselho de Segurança da ONU, propondo punições ainda mais duras contra o Irã, sobretudo contra o seu sistema bancário. O texto citava "a necessidade de exercitar a vigilância a transações envolvendo bancos iranianos, o Banco Central do Irã, assim como a prevenção de transações que contribuam para a proliferação de atividades nucleares". Segundo as agências internacionais, o rascunho de dez páginas foi aprovado pelos Estados Unidos, Reino Unido, França, Alemanha, China e Rússia. A embaixadora dos Estados Unidos na ONU, Susan Rice, fez circular o texto também entre os dez membros não permanentes do Conselho e afirmou que a resolução reforçaria as sanções existentes, adicionando novas medidas mais restritivas, para intensificar a pressão contra o governo iraniano.
Diplomatas esperavam que a resolução fosse votada pelo Conselho de Segurança em junho. Entretanto, segundo analistas, não era claro nem previsível que a medida obtivesse o consenso de todos os membros do Conselho. Em Brasília, o ministro Celso Amorim lamentou que as potências nucleares no Conselho de Segurança tivessem simplesmente ignorado o entendimento havido com o Irã, sem sequer analisá-lo. "Se, no dia seguinte à assinatura de um acordo, sanções já são apresentadas, isso quer dizer que a espera era por protocolo", concluiu o ministro.
Nos dias que se seguiram, a questão suscitou uma extensa troca de mensagens duras, através da imprensa, entre o governo brasileiro e a Secretária de Estado Hilary Clinton. Clinton referiu-se aos sérios desacordos com o Brasil sobre o assunto, e declarou que fazer o Irã ganhar tempo, permitindo que ignorasse a unidade internacional existente a respeito do seu programa nuclear tornaria o mundo mais perigoso. A resposta à secretária veio no dia 28 de maio, durante a abertura do III Fórum da Aliança de Civilizações (UN Alliance of Civilizations Forum), promovido pelas Nações Unidas, no Rio de Janeiro, quando o presidente Lula e o Primeiro-Ministro turco Recep Tayyip Erdogan defenderam o acordo com o Irã. "É a existência de armas de destruição em massa que torna o mundo mais perigoso", disse Lula diante de representantes de 119 países, dentre os quais os Estados Unidos. Já Erdogan declarou que "aqueles que falam [contra o programa nuclear iraniano] são os que deveriam eliminar as armas nucleares em seu próprio país".

## Acordo internacional
Em 27 de setembro de 2013, depois de quase trinta e cinco anos sem contato oficial, o presidente dos Estados Unidos, Barack Obama, e o presidente do Irã, Hassan Rohani, conversaram por telefone sobre os problemas que envolvem as relações entre os dois países. Alguns dias antes, no dia 24, Rouhani, em seu discurso na Assembleia Geral da ONU, em Nova York, surpreendeu a audiência ao citar nominalmente o presidente Obama, dizendo esperar que o presidente americano não ceda às pressões contrárias ao restabelecimento do diálogo entre os dois países. Mais tarde, em entrevista à CNN, Rouhani, dirigindo-se ao povo dos Estados Unidos, disse trazer uma proposta de paz e amizade entre iranianos e norte-americanos.
Para o professor de direito internacional Salem Nasser, a conversa do dia 27 de setembro entre Obama e Rohani representa uma mudança significativa no comportamento do governo norte-americano, embora o Irã também tivesse dados sinais de boa vontade, como a libertação de 11 presos políticos, alguns dias antes. Desde a revolução islâmica, o Irã, que era o maior(ou o segundo maior, depois de Israel) aliado dos Estados Unidos no Oriente Médio, tornou-se o seu maior adversário, e os EUA vêm atuando no sentido de solapar o regime islâmico. "Talvez os EUA estejam mais prontos a reconhecer o poder iraniano" - como uma potência regional. No entanto, segundo Salem, ao contrário da leitura usual acerca das relações entre os dois países, a questão nuclear não é o único aspecto a considerar: "O conflito não está exclusivamente ligado à existência do programa nuclear iraniano". Outros fatos relevantes, tal como o acordo entre os Estados Unidos e a Rússia, sobre as armas químicas na Síria - importante aliado do Irã - devem ser considerados. Os iranianos não mudaram seu programa nuclear - apenas mudaram o tom do seu discurso. Continuam a reafirmar as intenções pacíficas do seu programa nuclear e a propor um desarmamento geral da região, convidando todos os países a aderirem ao TNP, inclusive Israel - que não é signatário do acordo.
Em 5 de outubro de 2013, o Guia Supremo do Irã, o aiatolá Ali Khamenei, declarou que apoiava "a iniciativa diplomática" do presidente Rohani e que considerava "importantes as suas atividades durante a viagem a Nova York". No entanto, declarou-se pessimista a respeito dos Estados Unidos, afirmando que "o governo americano é pouco confiável, desdenhoso e pouco razoável", além de dominado por sionistas. Khamenei também aproveitou a oportunidade para avisar que o Irã responderá duramente a qualquer ação de seus inimigos, já que Israel ameaçara atuar sozinho para impedir que o Irã "produza a bomba atômica".

### Acordo preliminar

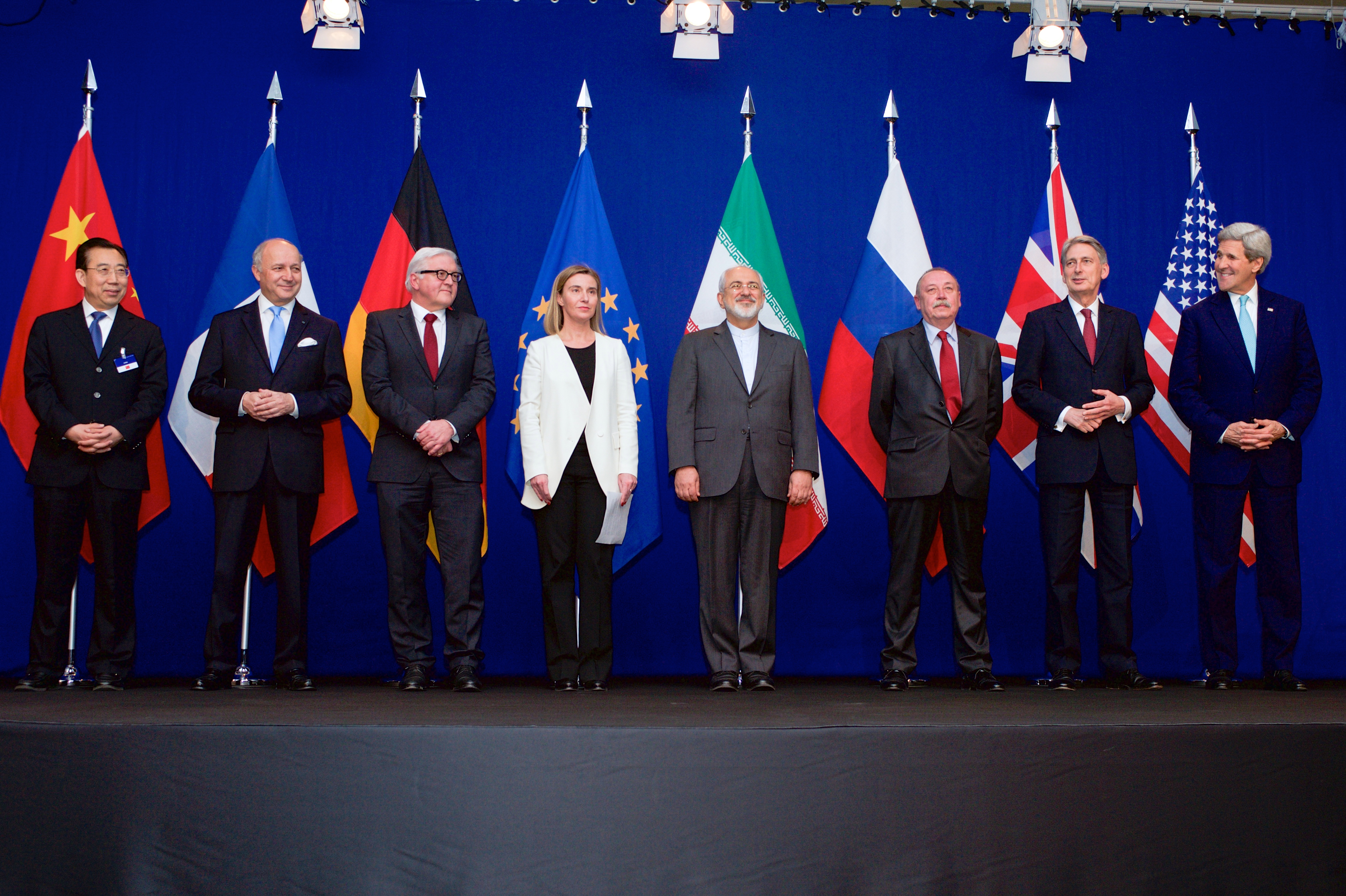
Líderes do P5+1 reunidos em Lausanne, Suíça.

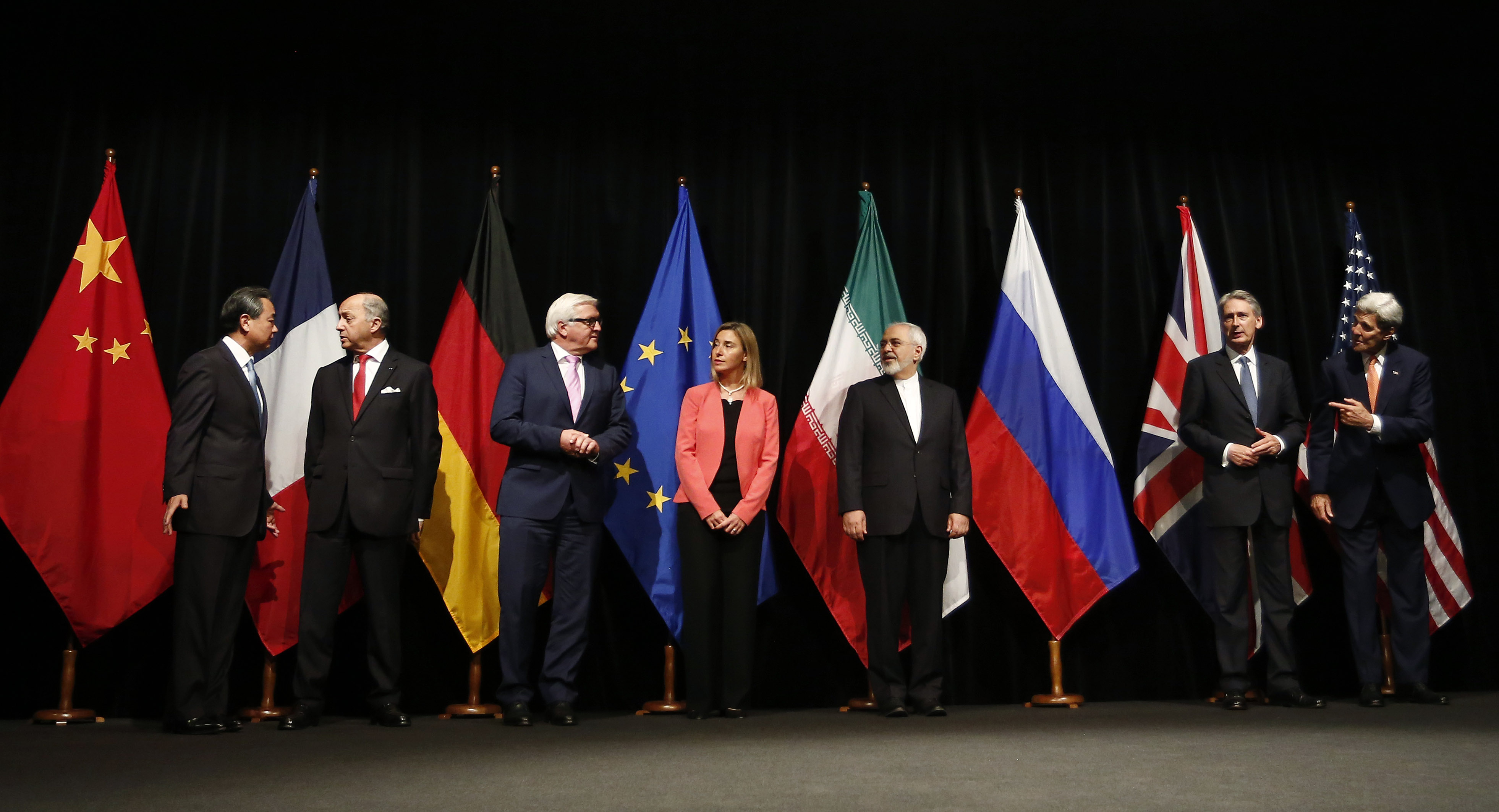
Anúncio de conclusão das negociações

Em 2 de abril de 2015, em Lausanne, Suíça, depois de uma semana de reuniões e dois dias após o prazo previsto, as negociações entre o P5+1 e o Irã chegaram a um acordo preliminar que prevê uma redução considerável do enriquecimento de urânio iraniano e, em contrapartida, põe fim às sanções impostas ao Irã. A previsão era de que tal acordo fosse definitivamente concluído em 30 de junho de 2015. O presidente Obama declarou que se trata de um acordo histórico, que deve afetar decisivamente as relações entre os países do Oriente Médio, como Síria, Iraque, Iêmen, bem como o conflito entre Israel e a Palestina. Os principais líderes envolvidos no acordo usaram as redes sociais para informar sobre os significativos avanços iniciais.
Por outro lado, o acordo foi severamente criticado por Israel. O primeiro-ministro israelense, Benjamin Netanyahu declarou que tal acordo, ao invés de bloquear o caminho do Irã, na verdade o pavimenta, podendo levar a uma terrível guerra, e sugere um acordo definitivo que não deixe nenhuma margem ao Irã para construir a bomba.

### Conclusão das negociações
Em 14 de julho, o governo iraniano e as nações do P5+1 anunciaram a conclusão das negociações sobre o acordo em relação ao programa nuclear do país. Nos termos do documento, as sanções econômicas impostas ao país serão gradualmente retiradas.
Em troca, os iranianos aceitaram várias restrições de longo prazo em relação ao programa nuclear. O governo do Irã afirma que seu programa de pesquisa nuclear tem fins civis e pacíficos.
Lideranças judias como Carl Levin, a maioria dos judeus estadunidenses entre outros apoiaram o acordo.